# Афрокарпус серповидный
Афрокарпус серповидный, или Ногоплодник серповидный (лат. Afrocarpus falcatus) — дерево, вид рода Афрокарпус (Afrocarpus) семейства Подокарповые (Podocarpaceae). Произрастает в горных лесах на юге Африки в Малави, Мозамбике, Южной Африке и Эсватини. Дерево выращивают в декоративных целях, особенно в Южной Африке.

## Ботаническое описание
Афрокарпус серповидный — вечнозелёное хвойное дерево до 45 м в высоту, но может достигать 60 м. На возвышенностях и в открытых прибрежных местах обитания редко превышает 25 м. Ствол может быть шириной от 2 до 3 м, с корой от серо-коричневого до красноватого цвета. Кора гладкая и ребристая на молодых стволах, но все более шелушится на старых. Листья, расположенные на ветвях по спирали, маленькие и узкие до 4,5 см в длину и примерно 6 мм в ширину, от зелёного до желтоватого цвета, гладкие кожистые и несколько восковые по текстуре. Раздельнополый вид с мужскими и женскими стробилами на отдельных растениях. Мужская шишка коричневая, со спиралевидной чешуей, длина от 5 до 15 мм, ширина 3 мм. Растёт из пазух листьев. У женской шишки есть одна чешуя, несущая одно семя примерно 1—2 см длиной. Серо-зелёное семя похоже на костянку с деревянистым покровом и мясистой смолистой кожицей.
Некоторые крупные экземпляры встречаются в горных лесах Найсна-Аматоле (ЮАР), возраст некоторых превышает 1 тыс. лет.

## Биология
Женские деревья плодоносят нерегулярно, только раз в несколько лет. Мясистая оболочка стробила (шишки) покрывает всё семя, при созревании становится жёлтого цвета и приобретает мягкую желеобразную консистенцию. Основными животными, распространяющими семена, являются летучие мыши-крыланы, которые поедают мясистую оболочку, но выбрасывают твёрдые древесные семена. Многие птицы также питаются плодами, например, капский длиннокрылый попугай, центральноафриканский гологлазый турако, оливковый голубь, африканский зелёный голубь и винно-красный голубь. Животные, которые питаются семенами, включают обезьян-колобусов, диких свиней, птиц-носорогов, турако и грызунов, но они неэффективны в рассеивании семян, так как семена, прошедшие через кишечник животных, видимо, плохо прорастают.
Было обнаружено, что на дереве обитают арбускулярная микориза. Афрокарпус серповидный может расти как одиночное дерево, в небольших группах или широкими монотипными насаждениями. Как правило, вид ассоциирован с можжевельником стройным.

## Использование
Древесина дерева хороша для строительства, особенно для судостроения. Из неё также делают фанеру для изготовления многих товаров, включая мебель, ящики, чаны, игрушки, сельскохозяйственные орудия, музыкальные инструменты и железнодорожные шпалы. Применяется при строительстве домов. Дерево также используется на дрова. Некоторые образцы старинной обработки дерева в Южной Африке были созданы из древесины афрокарпуса серповидного. Из древесины также делают доски и паркетные блоки. Кора содержит 3-4 % дубильных веществ и используется для дубления кожи. Древесина полезна, однако не очень прочная, так как восприимчива к грибку синей морилки, жукам-древогрызам, жукам-дровосекам и термитам.
Семя съедобное, но смолистое. Кора и семена использовались в традиционной африканской медицине. Дерево культивируется как декоративное и ветрозащитное растение, а также для предотвращения эрозии. Используется как рождественская ёлка.

## Охранный статус
Вид был уязвим при лесозаготовках, в результате чего, вероятно, погибли многие крупные старые экземпляры. В некоторых частях Южной Африки лесозаготовки прекратились, но в других регионах ситуация неизвестна. В целом, тем не менее, вид не считается под угрозой.

## Галерея

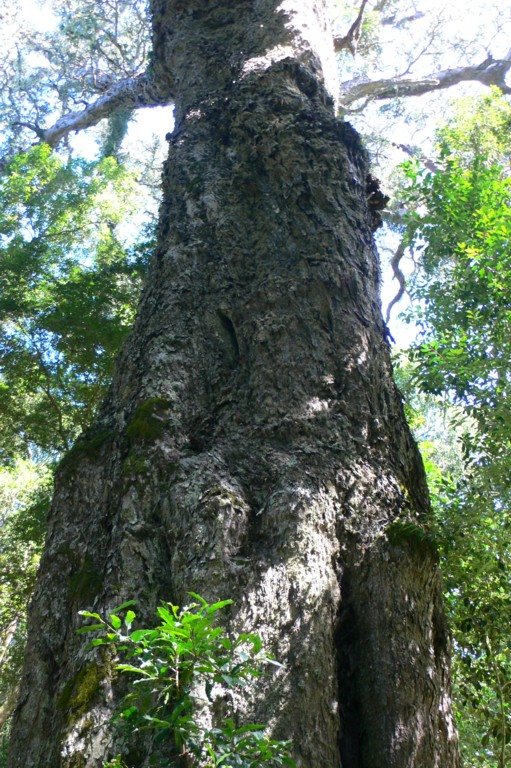
Крупное дерево
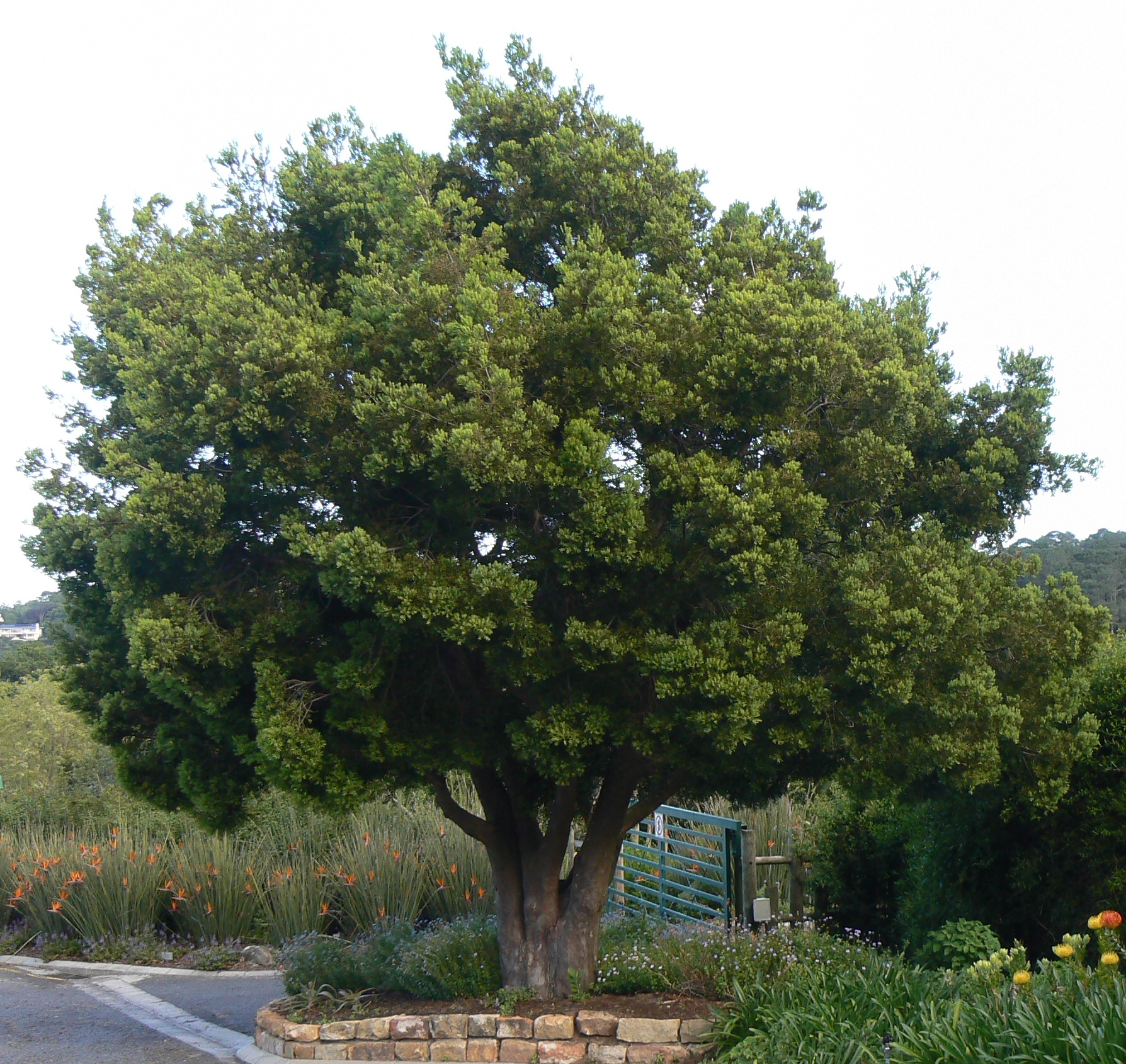
Общий вид
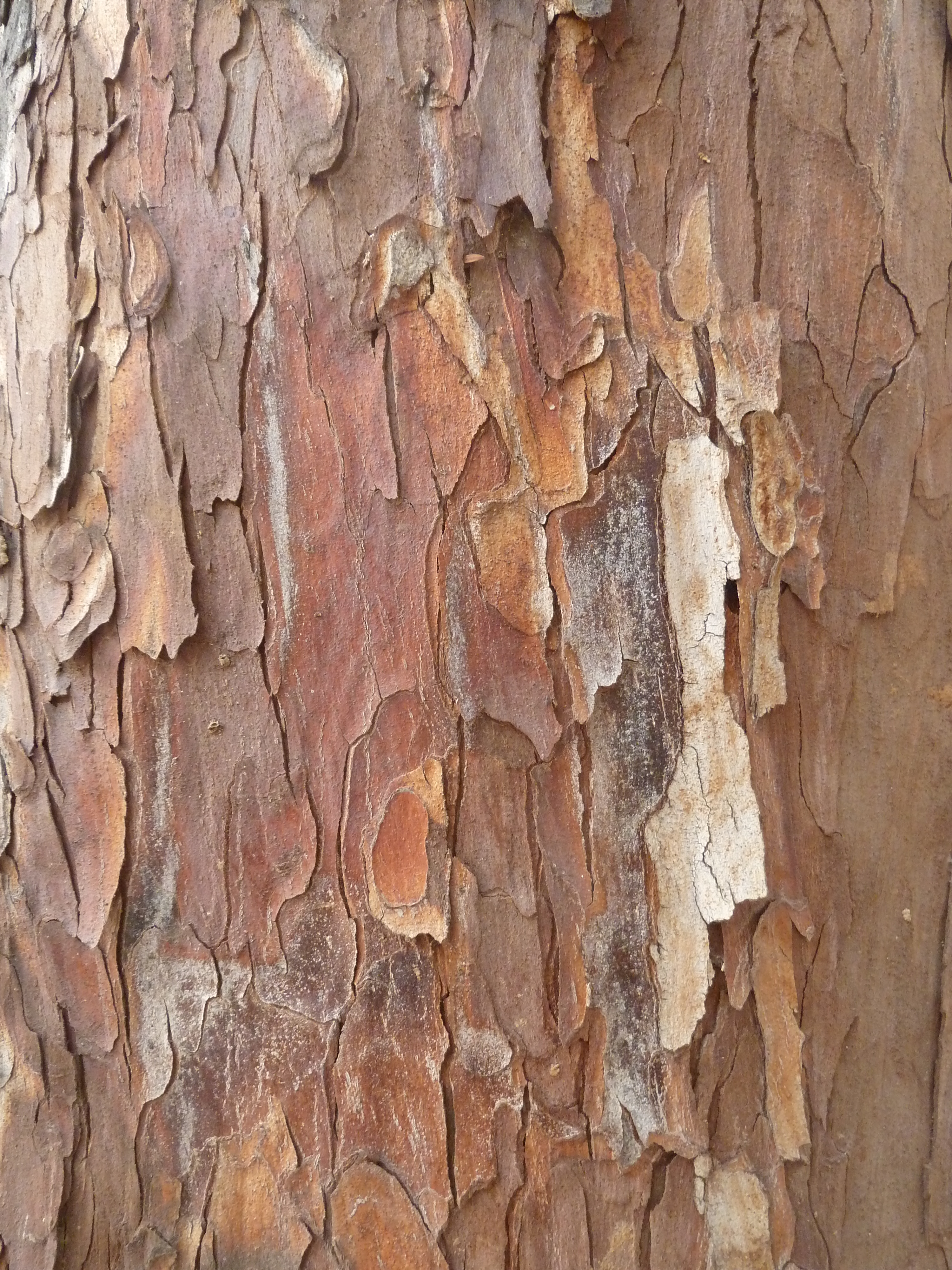
Кора
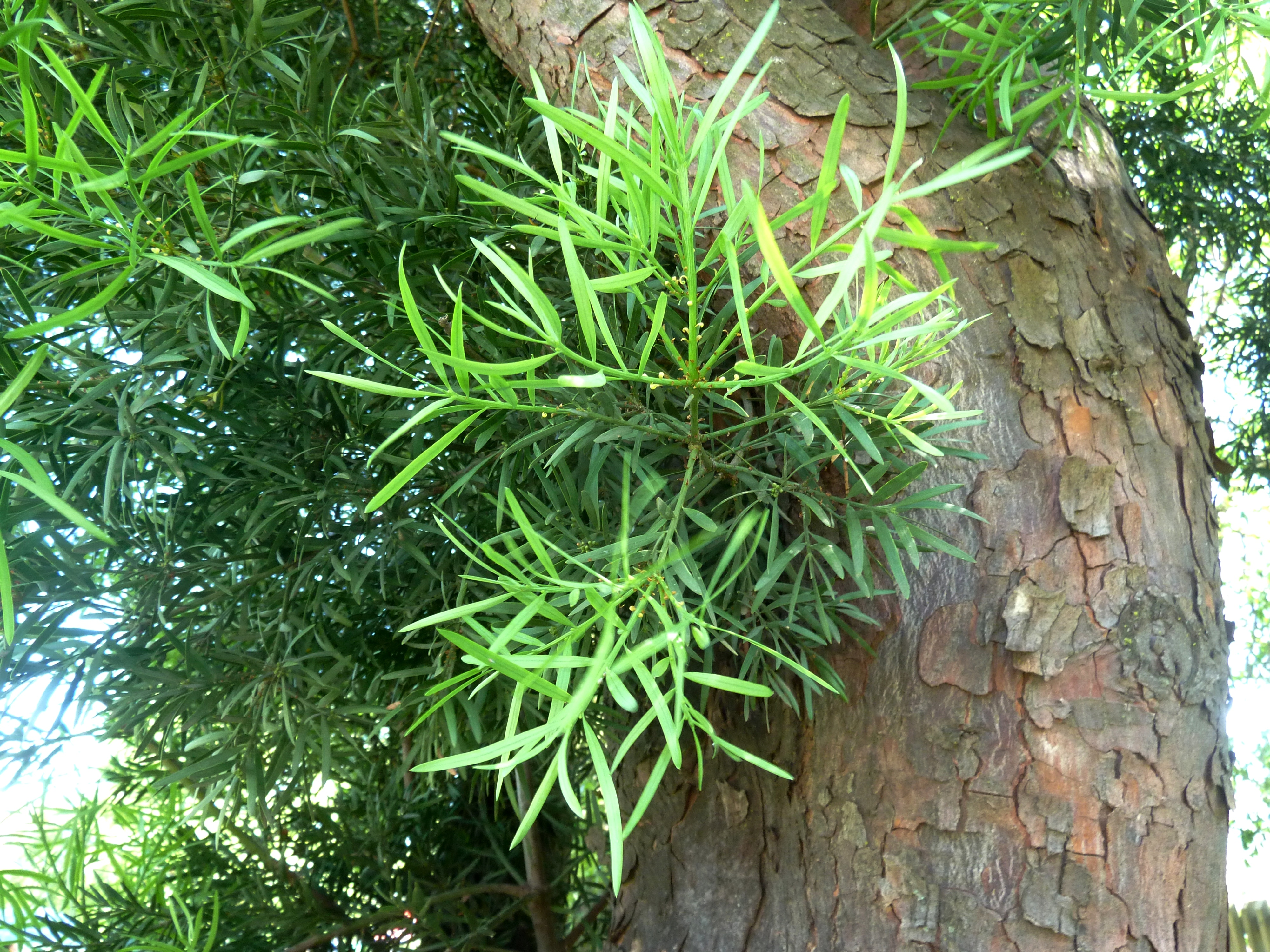
Листья
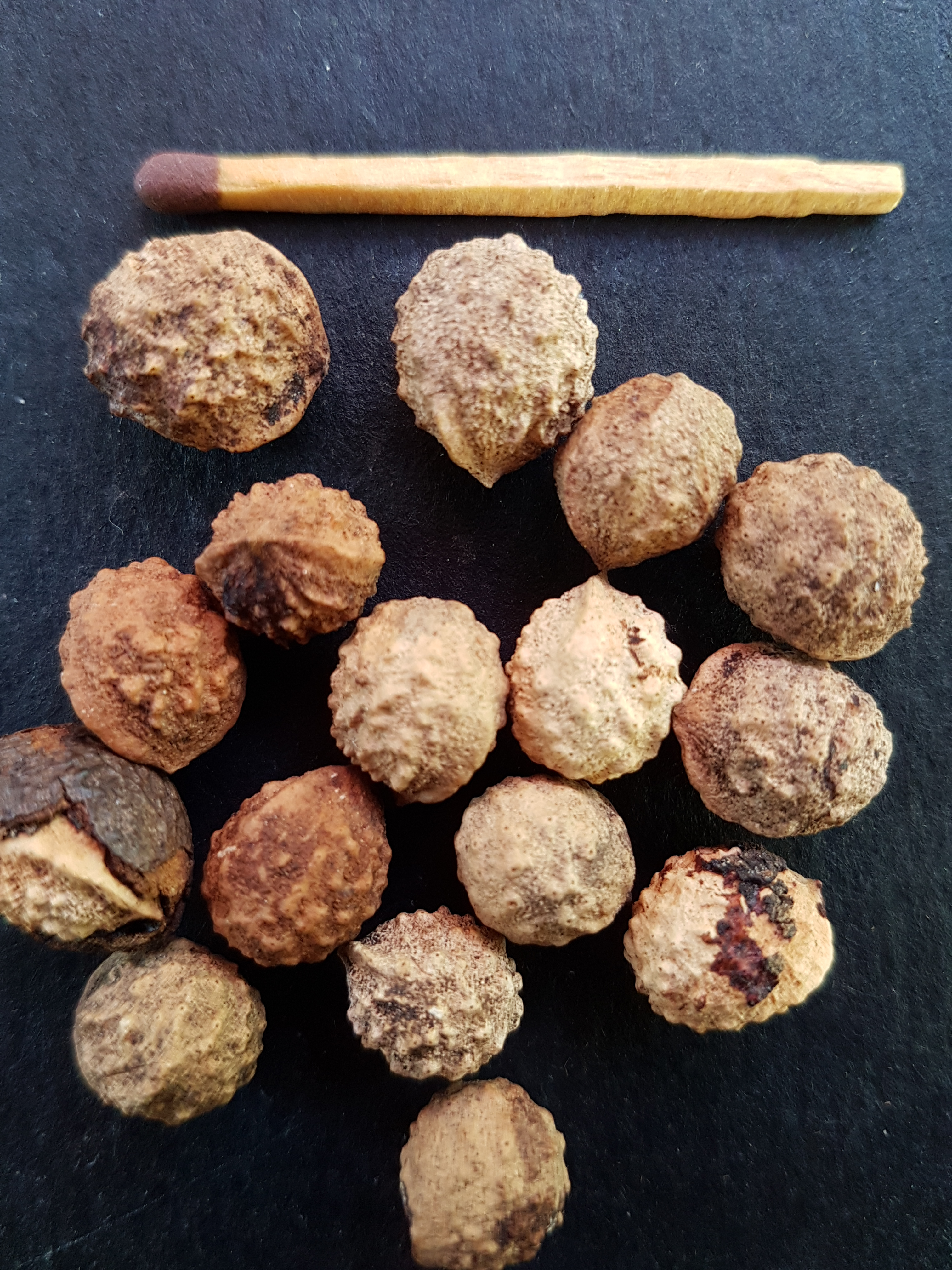
Семена